# Wildpark Feldkirch
Koordinaten: 47° 14′ 47″ N, 9° 35′ 58″ O
Der Wildpark Feldkirch liegt am Ardetzenberg in der Stadt Feldkirch im österreichischen Bundesland Vorarlberg. Er wurde im Jahr 1963 im Rahmen einer ehrenamtlichen Initiative gegründet und erhielt am 23. Juli 1963 seinen ersten Bewohner, den Steinbock Felix. Auf einem 10 Hektar großen Gelände beherbergt der Wildpark Damwild, Minischweine, Wildkatzen und weitere Wildtierarten. Neben den eigenen Tieren kümmert sich der Wildpark gelegentlich um verletzte Wildtiere und dient so auch als Krankenstation.

## Tierarten
In diesem Wildpark leben rund 140 Tiere, die 21 verschiedenen Arten angehören, darunter Auerhühner, Birkhühner, Damwild, Barockesel, Füchse, Gämse, Luchse,  Minischweine, Muffelwild, Murmeltiere, Rehe, Rotwild, Schneehasen, Sikawild, Steinhühner, Steinwild, Waschbären, Wildkatzen, Wildschweine, Wölfe und Zwergziegen.

## Konzept

### Ehrenamtliches Engagement
Ehrenamtliche Helfer, die auf der Basis des Wildparkvereins arbeiten, koordinieren das Grundgerüst der Einrichtung, das Management des Vereins und die Sicherstellung der Finanzen. Auch Unternehmen und fremde Vereine unterstützen den Wildpark bei seiner Arbeit.

### Professionalität
Ein Betriebsleiter und einige wenige festangestellte Mitarbeiter kümmern sich um die Pflege und Versorgung der Tiere sowie um die Instandhaltung des Wildparks.

### Lebenshilfe Vorarlberg
Als weiteren Konzeptpunkt gibt es die Kooperation mit der Lebenshilfe Vorarlberg. Dadurch wird sichergestellt, dass Menschen mit Behinderung in der Gastronomie integrative Arbeitsplätze angeboten werden.